# (129561) Chuhachi
(129561) Chuhachi es un asteroide perteneciente al cinturón de asteroides, región del sistema solar que se encuentra entre las órbitas de Marte y Júpiter.
Fue descubierto el 9 de febrero de 1997 por Akimasa Nakamura desde el observatorio Astronómico de Kumakōgen.

## Designación y nombre
Designado provisionalmente como 1997 CS21, fue llamado así por Chūhachi Ninomiya (1866-1936) un ingeniero de aviación autodidacta, en 1891  se convirtió en el primer japonés en volar un modelo de avión propulsado por hélice. En 1991 se fabricó un avión a semejanza del de Ninomiya, que no se completó en su época debido a la falta de fondos, siguiendo su diseño, y voló 50 metros.

## Características orbitales
(129561) Chuhachi está situado a una distancia media del Sol de 2,582 ua, pudiendo alejarse hasta 2,850 ua y acercarse hasta 2,315 ua. Su excentricidad es 0,104 y la inclinación orbital 2,247 grados. Emplea 1515,59 días en completar una órbita alrededor del Sol.

## Características físicas
La magnitud absoluta de (129561) Chuhachi es 16,42. 